# رورايما
رورايما هي ولاية برازيلية من الولايات السبع والعشرين الفدرالية البرازيلية تقع في الجزء الشمالي من البرازيل وتحدها فنزويلا من الشمال ومن الشمال الغربي وغيانا من من الشرق، ولاية بارا من الجنوب الشرقي، الأمازون من الجنوب الغربي ومن الغرب، وعاصمة الولاية مدينية بوا فيستا.
الاسم جاء من للغة (taurepang) وهي للغة السكان الأصليين (الهنود الحمر) وتعني رورا يما أي (الجبل الأخضر).
تعتمد الولاية على الزراعة والتربية الحيوانات واستخراج الذهب، الخشب والألماس.